# Passo Fedaia
Il passo Fedaia (Pas de Fedaa o Jof de Fedaia in ladino) (2.057 m) è un valico alpino situato al confine fra Trentino-Alto Adige e Veneto, fra le province di Trento e Belluno, che mette in comunicazione la Val di Fassa all'Agordino, ai piedi della Marmolada, attraverso la Strada statale 641 del Passo Fedaia.

## Etimologia
Toponimi di questo tipo sono assai diffusi nell'area alpina e derivano dal latino *fetaria "pascolo per le pecore". Tutt'oggi in numerosi dialetti veneti e ladini è in uso il termine feda per indicare la pecora.

## Descrizione
Il passo è formato da un pianoro di circa 2,5 chilometri, presso il quale si trova un lago artificiale, il lago Fedaia, utilizzato per la produzione di energia idroelettrica. Dal valico partono inoltre alcuni impianti di risalita e numerosi itinerari per le escursioni sulla Marmolada. È presente anche un Museo della Grande Guerra.

### Il Fedaia e la ricerca sui raggi cosmici

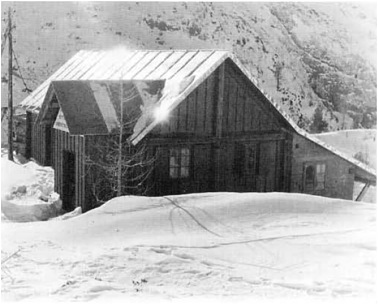
Il laboratorio dei raggi cosmici nel 1952.

Nel 1950 la SADE, che allora aveva il monopolio nel Triveneto della produzione e della distribuzione dell’energia elettrica, iniziò la costruzione della diga del Fedaia per ottenere energia idroelettrica immagazzinando le acque di disgelo della Marmolada. Fu costruito ai piedi della diga stessa un laboratorio per lo studio dei raggi cosmici, che poteva disporre di grandi quantità di energia elettrica.
Fu quindi possibile sistemarvi un grande elettromagnete che consentiva di separare la materia dall'antimateria carica. Nel laboratorio, attivo fino al 1955, lavorarono fisici di varie università e nazioni, e anche i premi Nobel Fermi, Blackett e Powell vi passarono brevi periodi.

## Ciclismo

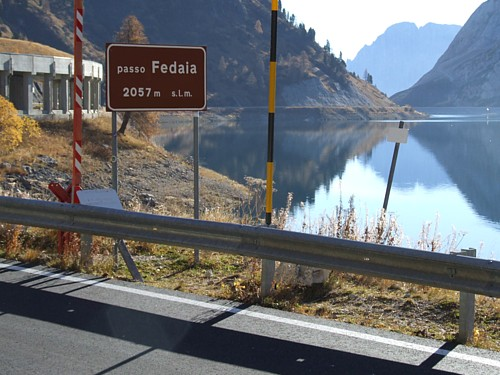
La sommità del passo

Il passo Fedaia, spesso chiamato semplicemente "Marmolada", è molto conosciuto fra gli amanti del ciclismo soprattutto per il suo versante orientale (veneto), celebre per le bellezze naturali e per la difficoltà della salita, che presenta il noto rettilineo di Malga Ciapela, circa tre chilometri quasi completamente diritti ad una pendenza media di oltre il 12% e massima del 15%: si tratta, oltre che di uno dei tratti più difficili di tutte le salite dolomitiche, di una delle strade alpine che permettono velocità in discesa molto elevate, anche oltre i 100 chilometri orari. Il versante trentino è invece molto più dolce e breve, con circa il 5% di pendenza media.

### Giro d'Italia
Il Giro d'Italia si avvicinò al passo Fedaia nel 1969, anno in cui era previsto l'arrivo a Malga Ciapela, ai piedi del valico. La frazione in oggetto fu però cancellata per maltempo, e poi riproposta con successo l'anno seguente. La prima scalata fino alla sommità del Fedaia avvenne nel 1975, e da quell'occasione il valico è stato più volte percorso dalla corsa rosa, nel 2008 e nel 2022 anche in veste di arrivo di tappa:
| Anno | Tappa                                    | Primo in vetta           | Versante scalato |
| ---- | ---------------------------------------- | ------------------------ | ---------------- |
| 1975 | 20ª: Pordenone > Alleghe                 | Giancarlo Polidori       | Veneto           |
| 1987 | 16ª: Sappada > Canazei                   | Johan van der Velde      | Veneto           |
| 1989 | 14ª: Misurina > Corvara in Badia         | Stefano Tomasini         | Veneto           |
| 1990 | 16ª: Dobbiaco > Passo Pordoi             | Maurizio Vandelli        | Veneto           |
| 1991 | 17ª: Selva di Val Gardena > Passo Pordoi | Marco Giovannetti        | Veneto           |
| 1993 | 14ª: Corvara in Badia > Corvara in Badia | Claudio Chiappucci       | Veneto           |
| 1996 | 20ª: Marostica > Passo Pordoi            | Enrico Zaina             | Veneto           |
| 1998 | 17ª: Asiago > Selva di Val Gardena       | José Jaime González      | Veneto           |
| 2000 | 13ª: Feltre > Selva di Val Gardena       | Francesco Casagrande     | Veneto           |
| 2001 | 13ª: Montebelluna > Passo Pordoi         | Carlos Alberto Contreras | Veneto           |
| 2002 | 16ª: Conegliano > Corvara in Badia       | Daniele De Paoli         | Veneto           |
| 2006 | 19ª: Pordenone > Passo San Pellegrino    | Fortunato Baliani        | Veneto           |
| 2008 | 15ª: Arabba > Passo Fedaia               | Emanuele Sella           | Veneto           |
| 2011 | 15ª: Conegliano > Gardeccia/Val di Fassa | Stefano Garzelli         | Veneto           |
| 2022 | 20ª: Belluno > Passo Fedaia              | Alessandro Covi          | Veneto           |